# Конка Саблино
Ко́нка Са́блино — частная система конно-железных дорог, функционировавшая в посёлке Саблино (ныне посёлок городского типа Ульяновка) с 1905. Движение прекращено не позднее 1918.

## О конке
По сообщению газеты «Биржевые ведомости» (1903), граф Кейзерлинг, имевший большое, но малодоходное имение в двух верстах от станции Саблино, разделил его на участки. Имение располагалось в очень красивой местности, поэтому Кейзерлинг быстро распродавал участки под дачи. «С началом лета» Кейзерлинг начал строительство линии «трамвая», как указано в тех же «Биржевых ведомостях», она уже была близка к завершению и с её вводом в строй количество покупателей должно было возрасти. «В недалёком будущем, благодаря энергии графа, из имения образуется небольшой городок под названием „Городок Александровка графа Кейзерлинга“». В 1905 году движение открыто. Зимой конка не ходила. Положенная скорость была 10 вёрст/ч. Расписание движения должно было утверждаться Санкт-Петербургской губернской земской управой.

### Маршрут
Согласно данным справочника «Сообщения С.-Петербурга с его ближайшими и отдален. окрестностями» конно-железная дорога проходила от станции Саблино Николаевской железной дороги до Саблинской колонии и посёлка Александровка.